# Xi Mingze
Xi Mingze, (chinois simplifié : 习明泽 ; chinois traditionnel : 習明澤 ; pinyin : Xí Míngzé /ɕǐ mǐŋ.tsɤ̌/) née le 25 juin 1992, surnommé Xiao Muzi (chinois : 小木子 'Little Wood') est la fille unique de Xi Jinping, président de la république populaire et secrétaire général du Parti communiste chinois, et de son épouse Peng Liyuan, chanteuse traditionnelle de style lyrique.

## Biographie

### Jeunesse et éducation
Xi Mingze est née le 25 juin 1992 à l’hôpital de santé maternelle et infantile de Fuzhou. Elle est l’unique enfant de Xi Jinping et de sa femme Peng Liyuan. Xi Mingze garde un profil bas, et peu de ses informations personnelles ont été révélées au public : elle aurait la nationalité américaine. De 2006 à 2008, elle a étudié le français à son école secondaire, Hangzhou Foreign Languages School (en). Xi Mingze s’est inscrit à l’université Harvard aux États-Unis en 2010, après une année d’études de premier cycle à l’université du Zhejiang. Elle s’est inscrite sous un pseudonyme,, et a maintenu un profil bas. En 2014, elle est diplômée de Harvard avec un Bachelor of Arts en psychologie et aurait été de retour à Pékin. 

## Vie publique
Après le tremblement de terre de 2008 au Sichuan, Xi Mingze s’est portée volontaire comme travailleuse humanitaire pendant une semaine à Hanwang, Mianzhu,,. En 2013, elle a fait sa première apparition publique avec ses parents au village de Liangjiahe à Yan’an, Shaanxi, où ils ont offert des vœux de Nouvel An chinois aux habitants. Elle a été décrite comme intéressée par la lecture et la mode.

## Fuite d'informations
Selon Radio Free Asia, média d’État américain, en 2019, Niu Tengyu (chinois : 牛騰宇) a été arrêté pour avoir prétendument divulgué des photos de la carte d’identité de Xi Mingze sur un site appelé esu.wiki. Le groupe de défense des droits humains China Change a critiqué le recours allégué à la torture et à la privation de sommeil pour obtenir des aveux des suspects. Radio Free Asia a rapporté que le 30 décembre 2020, la Cour populaire du district de Maonan a condamné Niu à 14 ans de prison et à une amende de 130 000 RMB pour « avoir ramassé des querelles et causé des problèmes », « avoir violé les renseignements personnels des citoyens », et « incitation à la subversion du pouvoir de l’État ».